# 波來鐵
珠光体 （英語：Pearlite），是鋼鐵的一種由铁素体和雪明碳鐵構成的層狀組織。波來鐵中通常含有88%的肥粒鐵和12%的雪明碳鐵，整體的含碳量約為0.8%。波來鐵組織在鋼的顯微組織中是最常見的。

## 生成
波來鐵的生成，是由含碳量約0.8%的沃斯田鐵，在極慢速的冷卻中，冷卻到攝氏727度時開始產生相變化，而同時析出肥粒鐵和雪明碳鐵，成為波來鐵組織，由於是由單相的固體同時析出兩種相，因此這種變態反應稱為共析反應或共析變態，而含碳量0.8%的鋼，就稱為共析鋼。若是含碳量較低的情況，會在較高溫時先開始析出肥粒鐵，而使剩餘未發生變態的沃斯田鐵含碳量逐漸提高，到了共析點時開始生成波來鐵，這種含碳量低於波來鐵的鋼，就稱為亞共析鋼。而若含碳量較高，則會先析出雪明碳鐵，使沃斯田鐵的含碳量逐漸降低，到了共析點時開始生成波來鐵，這種鋼就稱為過共析鋼。

## 性质原理
波來鐵之所以會形成層狀組織，依據R. F. Mehl的理論，發生共析反應時，會有雪明碳鐵的核從沃斯田鐵的晶界生成，以薄片狀向沃斯田鐵晶粒內生長，由於雪明碳鐵的含碳量較高，在生成時會從周圍的沃斯田鐵吸收碳，因此逐漸生成肥粒鐵，而肥粒鐵只能固溶很少的碳，因此產生將碳向外推擠的效應，使側面的沃斯田鐵再析出雪明碳鐵的核，而生成雪明碳鐵薄片，如此反覆進行，往縱向持續生長，而往橫向一層一層地增加，最後就完全取代整個沃斯田鐵晶粒，而成為雪明碳鐵和肥粒鐵一層夾一層的層狀組織。而M. Hillert則認為，波來鐵的橫向生長，是因為在縱向生長中產生分枝，而得到的橫向生長效果。目前學界對於波來鐵的核仍有所爭論，一般認為過共析鋼的波來鐵核是雪明碳鐵，亞共析鋼則是肥粒鐵，不過也有人認為不會形成肥粒鐵的核。
依據冷卻速率的不同，波來鐵組織的層間距離也會有所不同。當冷卻速率較慢，例如放置在爐中冷卻時，生成的肥粒鐵和雪明碳鐵組織較粗，因此稱為粗波來鐵；放置於空氣中冷卻時，由於冷卻速率較爐冷快，生成的波來鐵組織較細，稱為中等波來鐵或糙斑鐵（sorbite）；而在油中冷卻時，冷卻速率更快，生成的波來鐵組織更細，就稱為細波來鐵或吐粒散鐵（troostite）。細波來鐵的機械性質較粗波來鐵好，而中波來鐵則介於兩者之間。根據Zener的研究，波來鐵的最小層間距離為：
{\displaystyle S_{\text{min}}\,=\,{\frac {2\sigma }{\rho }}{\frac {T_{e}}{\Delta \!H(T_{e}-T)}}}
其中，Te為平衡共析溫度，T為變態溫度，ΔH為波來鐵的生成熱，σ為肥粒鐵與雪明碳鐵界面單位面積的界面能，ρ為波來鐵的密度。會產生變動的基本上就是變態溫度，故由式中可知，變態溫度愈低，則波來鐵愈細，因此將冷速加快，使其在較低溫時生成細波來鐵時，獲得的機械性質也會比較好。